# Louis Gillet
Pour les articles homonymes, voir Gillet et Louis Gillet (architecte).
Louis Gillet est un historien d'art et historien de la littérature française né le 11 décembre 1876 à Paris où il est mort le 1er juillet 1943.

## Biographie
Fils de l'industriel Stanislas Dominique Gillet, Louis Gillet est né à Paris 11e. Époux de Suzanne Doumic (1883-1975), il est le père de la résistante Simone Demangel et de l'architecte Guillaume Gillet.
Il entre en 1896 à l'École normale supérieure. Il y fait la connaissance de Charles Péguy et de Romain Rolland ; il entretient longtemps avec ce dernier une correspondance aujourd'hui publiée. L'Italie lui inspire de nombreux ouvrages (Saint François d'Assise, Raphaël),  et il consacre plusieurs études à la littérature anglaise, notamment sur Shakespeare, Joyce, D.H. Lawrence.
Il écrit pour la Revue des deux Mondes, où il est spécialiste des questions artistiques.
Il effectue deux longs séjours à l'étranger, vivant en Allemagne d'octobre 1900 à mai 1903 et à Montréal d'octobre 1907 à avril 1911.
Mobilisé comme lieutenant de réserve au 80e régiment d'infanterie territoriale en août 1914, Louis Gillet est cité à l'ordre du corps d'armée en novembre suivant pour avoir donné « constamment à sa troupe le plus bel exemple de courage et de sang-froid ». Promu capitaine en décembre 1914, il est affecté à l'état-major de la 38e brigade d'infanterie en août 1916. Titulaire de la Croix de guerre, il est rendu à la vie civile en mai 1919.
Il a assuré la fonction de conservateur du musée Jacquemart-André de l'abbaye de Chaalis après la donation du domaine en 1912, et fut membre du Comité d'honneur de l'Association du foyer de l’abbaye de Royaumont.
L’Académie française lui décerne le prix Charles-Blanc en 1908 et 1914, le prix Halphen en 1920, le grand prix Gobert en 1923 et le prix Louis-Barthou en 1943.
Rejoignant finalement l'auguste aréopage, Louis Gillet est élu à l'Académie française le 21 novembre 1935. 
En 1936, parti en reportage en Allemagne pour couvrir les Jeux olympiques d'été de 1936, il y est fasciné par les réussites du nazisme, dont il publie un compte-rendu admiratif dans son livre Rayons et ombres d'Allemagne. Après la défaite de 1940, il se rallie avec dévotion à la figure tutélaire du maréchal Pétain et adhère au régime de Vichy.
Il meurt le 1er juillet 1943 et est enterré au cimetière du Père-Lachaise (59e division).
Le sculpteur Philippe Besnard a exécuté un buste de lui.

## Œuvres
- Raphaël, Paris, Librairie de l'art ancien et moderne, 1906, prix Charles-Blanc de l’Académie française en 1908.
- Histoire artistique des ordres mendiants : étude sur l'art religieux en Europe du XIIIe au XVIIe siècle, H. Laurens, 1912 lire en ligne sur Gallica
- La peinture : XVIIe et XVIIIe siècles, Paris, H. Laurens, 1913, prix Charles-Blanc de l’Académie française en 1914
- L'art flamand et la France, G. Van Oest, 1918  lire en ligne sur Gallica
- Chroniques du temps de la guerre. - L'assaut repoussé, Emile-Paul frères, 1919.
- Un type d'officier français. Louis de Clermont-Tonnerre. Commandant de Zouaves 1877-1918, Perrin, 1919, prix Halphen de l’Académie française en 1920.
- Watteau : un grand maître du XVIIIe siècle, Plon-Nourrit, 1921 lire en ligne sur Gallica
- Sur les pas de saint François d'Assise, Plon, 1926 lire en ligne sur Gallica
- Trois variations sur Claude Monet, 1927 lire en ligne sur Gallica - rééd. Klincksieck, 2010
- Dans les montagnes sacrées : Orta, Varallo, Varese, Plon, 1928 lire en ligne sur Gallica
- Esquisses anglaises, 1930
- Shakespeare, 1931
- Essais sur l'art français, 1937, ouvrage dédicacé à Bernard Berenson.
- Rayons et ombres d'Allemagne, Flammarion, 1937.
- Stèle pour James Joyce, Marseille, Éditions du Sagittaire, 1941, rééd. 1946, Editions Agora, coll. Pocket, 2010  — Adrien Le Bihan, James Joyce servi mais trahi par Louis Gillet
- Deux poètes paysans, Lamartine et Ch. Péguy, St-Félicien, Au Pigeonnier, 1941, bois de Jean Chièze lire en ligne sur Gallica
- Dante, Paris, Flammarion, 1941
- Paris, Ville de province et capitale des arts, St-Félicien, Au Pigeonnier, 1942, bois de Jean Chièze.
- Claudel Péguy, Paris, Éditions du Sagittaire, 1946.
- Correspondance entre Louis Gillet et Romain Rolland (choix de lettres), Préface de Paul Claudel, Cahiers Romain Rolland, Ed. Albin Michel, 1949